# Железная дорога Выборг — Йоэнсуу

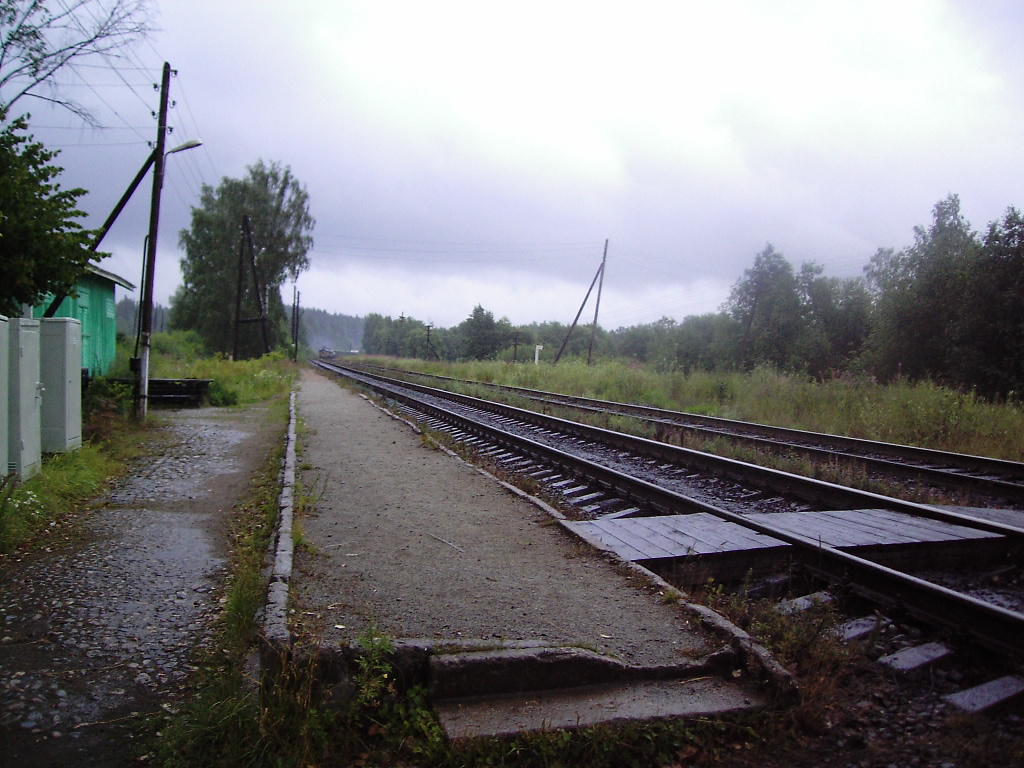
Станция Куокканиеми

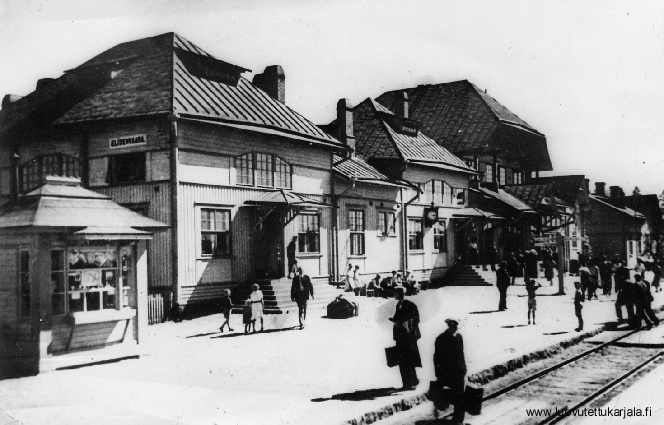
Старый вокзал в Элисенваара, сооружённый в 1893 году, уничтоженный во время советско-финской войны

Старая Карельская железная дорога (фин. Vanha Karjalan rata) между Выборгом и Йоэнсуу с колеёй 1524 мм, соединяющая станции Йоэнсуу, Сортавала, Хийтола, Каменногорск и Выборгский вокзал. Железная дорога была построена на территории Великого Княжества Финляндского. В 1940-х гг. эта железная дорога южнее станции Нийрала была передана Финляндией СССР согласно Московскому мирному договору, по результатам Советско-финской войны (1939—1940). На сегодняшний день большая часть пути расположена в Ленинградской области на Карельском перешейке, в Республике Карелия (Северное Приладожье) и в финской провинции Северная Карелия. Участок пути Маткаселькя — Йоэнсуу, проходящий через границу, используется для грузового движения, дорогу отремонтировали, уложили бесстыковой путь на бетонных шпалах. На сегодняшний день часть железной дороги, расположенная на территории России, входит в состав Санкт-Петербургского и  Петрозаводского отделений Октябрьской железной дороги.

## История
Решение о строительстве железной дороги длиной 311 км от Выборга до Йоэнсуу было принято в 1888 году. Работы по строительству были начаты в 1890, сразу после окончания работ по строительству железной дороги Савония.

Сеть финских железных дорог в 1918 году, в период Финской Гражданской Войны

Железная дорога от Выборга через Антреа (Каменногорск) до Вуоксенниска (79 км) была завершена в ноябре 1892 года, от Антреа до Сортавалы (139 км) — в ноябре 1893 года, от Сортавалы до Йоэнсуу (132 км) — в октябре 1894 года. На сооружении дороги в 1892 году работало 6000 человек.
Прямое сообщение между станциями Хийтола и Финляндским вокзалом в Санкт-Петербурге было открыто в 1917 году, через железную дорогу Рийхимяки-Санкт-Петербург (см. Железная дорога Санкт-Петербург — Хийтола).
Бомбардировка станции Элисенваара 20 июня 1944 года, во время Войны-продолжения, была самой сильной в финской истории; более сотни человек были убиты во время бомбардировки поезда с беженцами, эвакуировавшимися в Финляндию.

После Второй Мировой Войны Карельский перешеек и т. наз. «Ладожская Карелия» вместе с населёнными пунктами Выборг, Хийтола, Элисенваара и Сортавала (Сердоболь) были переданы СССР, и большая часть станций железной дороги оказалась по советскую сторону границы. Согласно Московскому мирному договору, подписанному 12 марта 1940 года, финляндское правительство передало Советскому Союзу 240-километровый участок железной дороги Выборг — Антреа — Хийтола — Яаккима — Сортавала — Маткаселькя — Вяртсиля. Только 71-километровый участок Йоэнсуу — Нийрала остался на территории Финляндии.
В начале 1950-х годов финское правительство распорядилось построить новую железную дорогу, которая, начинаясь на станции Иматра, соединялась с северной железной дорогой в Саканиеми.

## Ответвления
Вокзал Выборга также обслуживает поезда ряда других направлений.
- Линия на Каменогорск (26 км) и, через границу, в Иматру.

После Второй Мировой Войны участок Антреа — Энсо длиной 26 км был передан СССР. По состоянию на 2007 год, правительством Ленинградской области обсуждался проект по сооружению дополнительных путей для товарных составов вдоль северного берега реки Вуоксы между станциями Каменногорск и Лосево с передачей их в ведомство железной дороги Санкт-Петербург-Хийтола для доставки сырой нефти в порт Приморск по линии Санкт-Петербург-Выборг.
- Линия от Хийтолы на юг, до Санкт-Петербурга
- Линия от Элисенваары до станции Савонлинна. Линия соединялась с «Новой Карельской железной дорогой» на станции Париккала на финской стороне границы, но данная линия закрыта для движения и рельсы с финской стороны границы сняты. Также уничтожен остановочный пункт Тивиа. С российской стороны путь от Элисенваара до Сювяоро длиной 13 км с промежуточной платформой (бывшей станцией) Сорио в 7 километрах от Элисенваары разобран в 1991 году, однако до сих пор числится действующим.
- 22-километровый отрезок Симпеле — Элисенваара на линии Вуоксенниска — Элисенваара, построенный в 1937 году. Данный участок пути после передачи финской стороной СССР использовался для местных нужд. На участке имелись следующие станции и остановочные пункты: (Симпеле 100 км), Койтсансало — остановочный пункт 108 км, станция Ламминсало 111 км, Хаапаваара остановочный пункт 114 км, Элисенваара 122 км. Участок разобран в середине 80-х гг. XX века, на 2009 год полотно используется как автодорога (от Элисенваара до Кетроваара заасфальтирована).
- Также существует построенная в 1911 году промышленная железная дорога длиной 11 километров, ответвляясь от основного хода на станции Яккима к берегу Ладожского озера.
- В 1921 году была сооружена железная дорога между Маткаселькой (215 км) и Найстенъярви (139 км), которая в свою очередь была соединена с дорогой, соединяющей станции Питкяранта, Костомукша и Петрозаводск.
- На финской стороне границы существует железнодорожное сообщение Сяканиеми — Иматра — Коувола, проходящая вдоль российско-финской границы.

## Использование
В России данная железная дорога используется, в основном, для перевозки нефти к портам Финского залива, а также древесины и железной руды из Карелии.

### Пассажирское сообщение
Выборг — Каменногорск (1 ч 16 минут — 1 ч 32 минуты со всеми остановками в 2010 году)
Выборг — Хийтола (2 ч 46 минут — 2 ч 55 минут со всеми остановками в 2010 году)
Сортавала — Хийтола — Кузнечное (2 ч 15 минут от Сортавала до Хийтола со всеми остановками в 2010 году)
Санкт-Петербург (Ладожский вокзал) — Хийтола — Сортавала — Костомукша (примерно 2 часа 13 минут от Хийтолы до Сортавалы со всеми остановками в 2010 году)